# Radovčići (Konavle)
Radovčići falu Horvátországban, Dubrovnik-Neretva megyében. Közigazgatásilag Konavle községhez tartozik.

## Fekvése
A Dubrovnik városától légvonalban 25, közúton 31 km-re délkeletre, községközpontjától légvonalban 13, közúton 16 km-re délkeletre, a konavlei mezőtől és az Adria-parti főúttól délre, Popovići és Poljice között fekszik. A tengerpart távolsága mindössze 3 km.

## Története
A régészeti leletek tanúsága szerint Radovčići területe már ősidők óta lakott. Első ismert lakói az illírek voltak, akik magaslatokon épített erődített településeken éltek és kőből rakott halomsírokba temetkeztek. Erődített településük maradványai megtalálható Radovčići határában is a Gradina és a  Gradac magaslatokon. Egy halomsír maradványai is megtalálhatók a település területén. A rómaiak az i. e. 2. században győzték le az illíreket és Epidaurum központtal e területet is a birodalomhoz csatolták. A római hatalmat a népvándorlás vihara rengette meg. A Nyugatrómai Birodalom bukása után a keleti gótok özönlötték el a térséget, őket 537-től 1205-ig kisebb megszakításokkal a bizánciak követték. A 7. században avarok és a kíséretükben érkezett szlávok, a mai horvátok ősei árasztották el a területet. A várakat lerombolták és az ellenálló lakosságot leöldösték. Így semmisült meg a mindaddig fennálló Epidaurum. A túlélő lakosság előbb az északnyugatra fekvő Župára, majd Raguzába menekült. 
A település a középkorban is folyamatosan lakott volt. Területe a 9. és 11. század között Travunja része volt, mely Dél-Dalmácián kívül magában foglalta a mai Hercegovina keleti részét és Montenegró kis részét is. Travunja sokáig a szerb, a zétai és bosnyák uralkodók függőségébe tartozó terület volt. Ebben az időszakban fejlődött ki három nagyobb településrésze Žaboklik, a mai Gornje selo, Šuljevina, a későbbi Srednje selo és Vinogradci, melynek neve máig fennmaradt. Žaboklik a 15. századig Konavle teljes nyugati részével együtt a Pavlović család birtoka volt, míg Šuljevina és Vinogradci Konavle keleti részével együtt a Hranić család uralma alatt állt. A Raguzai Köztársaság a két utóbbi települést Konavle keleti részével együtt 1419-ben vásárolta meg bosnyák urától Sandalj Hranićtól, valamivel később, 1426-ban pedig Konavle nyugati részével együtt Žaboklik is a köztársaság uralma alá került. A 15. századtól két birtokos család élt a településen, Vinogradcin a Gundulićok, Gornje selon pedig a Cervák, akik a Raguzai Köztársaságnak adóztak. 
Az 1806-ban a Konavléra rátörő orosz és montenegrói sereg a település házait is kifosztotta, közülük sokat fel is gyújtottak. A Cerva udvarházzal együtt tűz martaléka lett a Kisboldogasszony kápolna is. A köztársaság bukása után 1808-ban Dalmáciával együtt ez a térség is a köztársaságot legyőző franciák uralma alá került, de Napóleon bukása után 1815-ben a berlini kongresszus Dalmáciával együtt a Habsburgoknak ítélte. 1857-ben 386, 1910-ben 383 lakosa volt. 1918-ban az új szerb-horvát-szlovén állam, majd később Jugoszlávia része lett. A délszláv háború idején 1991 októberében a jugoszláv hadsereg, valamint szerb és montenegrói szabadcsapatok foglalták el a települést, melyet kifosztottak és felégettek. A lakosság nagy része a jól védhető Dubrovnikba menekült és csak 1992 októberének végén térhetett vissza. A háború után rögtön megindult az újjáépítés. A településnek 2011-ben 228 lakosa volt. Lakói főként mezőgazdasággal, turizmussal foglalkoztak. 

## Népesség
| Lakosság változása | Lakosság változása | Lakosság változása | Lakosság változása | Lakosság változása | Lakosság változása | Lakosság változása | Lakosság változása | Lakosság változása | Lakosság változása | Lakosság változása | Lakosság változása | Lakosság változása | Lakosság változása | Lakosság változása | Lakosság változása |
| ------------------ | ------------------ | ------------------ | ------------------ | ------------------ | ------------------ | ------------------ | ------------------ | ------------------ | ------------------ | ------------------ | ------------------ | ------------------ | ------------------ | ------------------ | ------------------ |
| 1857               | 1869               | 1880               | 1890               | 1900               | 1910               | 1921               | 1931               | 1948               | 1953               | 1961               | 1971               | 1981               | 1991               | 2001               | 2011               |
| 356                | 383                | 399                | 396                | 394                | 383                | 359                | 370                | 346                | 335                | 303                | 288                | 254                | 243                | 228                | 228                |

## Nevezetességei
- A gornji radovčići Szent Lukács temetőkápolna késő barokk épület. 1998-ban újították fel.

- A srednji radovčići Szent Miklós templom a 15. századból származik. 1805-ben és 1988-ban felújították. Mellette régi sírkövek találhatók.

- A vinogradci Szent Tamás temetőkápolna szintén középkori eredetű. 1998-ban teljesen felújították. Körülötte régi sírkövek láthatók.

- A Cerva család gornji radovčići udvarháza[4] 17. századi barokk épület a hozzá tartozó Irgalmas Boldogasszony-kápolnával. 1806-ban felgyújtották, de később újjáépítették, majd 1919-ben megújították. Ma is magántulajdonban van. Az épületegyüttes egy hosszúkás lakó- és kereskedelmi épületből, az Irgalmas Boldogasszony kápolnából, egy kilátóból és egy elkerített és építészetileg tagolt kertből áll. A kerítésfalban lévő bejárattól a lakó- és kereskedelmi épülethez és a kápolnához egy széles, kőburkolatú "L" alaprajzú sétány vezet, amelyet alacsony falak vesznek körül. A bejárattól délre, a kerítésfal irányához képest kiemelkedő, négyzet alaprajzú kisebb kilátó található, amelyre kőlépcsők vezetnek. A lakó- és kereskedelmi épület elnyújtott téglalap alaprajzával észak-déli irányban húzódik. Ma leromlott állapotban van. Az épület déli része malom volt, nyitott és ma részben beomlott nyeregtetővel fedett. A lakó- és kereskedelmi épület központi része négyzet alaprajzú, az emeleti ablakpárkányok szintjéig állnak a falai. A földszint kőburkolatú, kőbútorokkal berendezett. A helyiséget észak és dél felől ajtó köti össze a háztartási helyiségekkel. Az épület északi részén a földszinti magasságban megmaradtak a határoló falak. A belső térben nem láthatók a válaszfalak és a tetőszerkezet nyomai, mert régóta kertként használják. A komplexum déli részén, a malom nyugati falához támaszkodva található az Irgalmas Boldogasszony kápolna. Téglalap alaprajzú épület, dongaboltozattal boltozva.

- Ókori vármaradványok a Gradinán

- Ókori romok a Gradacon

- Ókori halomsír

- A falutól délre található a szépséges Pendža strand. A Radovčić és Poljica között fekvő sziklás tengerpart magas sziklafalairól nevezetes, melyek magassága eléri a 200 métert.

## Sport
- A HNK Hajduk Radovčići labdarúgóklubot 1976-ban alapították és a megyei ligában ért el szép eredményeket. A 2000/2001-es bajnokságot megnyerte. Legnagyobb ellenfele a szomszédos Popovići csapata az NK Enkel volt. A klub 2001-ben anyagi gondok miatt szűnt meg, majd 2010-ben a helyiek újraalapították. Ma a megyei kispályás liga keleti csoportjában szerepel.